# Romulus (ядро для моделювання)
Ядро для моделювання Romulus, що базується на граничному поданні, було випущено в 1978 р. Іаном Брейдом (Ian Braid), Чарльзом Лангом (Charles Lang), Аланом Граєром (Alan Grayer) та командою «Shape Data» у Кембриджі, Англія. Це було першим комерційним твердотільним ядром, розробленим для прямого інтегрування в САПР. Romulus було швидко ліцензовано Siemens, HP та іншими постачальниками САПР.